# Badula reticulata
Badula reticulata A.DC. – gatunek roślin z rodziny pierwiosnkowatych (Primulaceae). Występuje endemicznie na Mauritiusie. 

## Morfologia
PokrójZimozielone drzewo dorastające do 3–4 m wysokości.
LiścieBlaszka liściowa jest skórzasta i ma odwrotnie jajowato eliptyczny kształt. Mierzy 20–28 cm długości oraz 4–7 cm szerokości, jest całobrzega, ma tępą lub sercowatą nasadę i ostry lub tępy wierzchołek. Ogonek liściowy jest nagi i ma 5–12 mm długości.
KwiatyZebrane w wiechach o długości 30–50 cm, wyrastających z kątów pędów. Mają 5 działek kielicha o trójkątnym kształcie i dorastające do 2–3 mm długości. Płatków jest 5, są odwrotnie jajowate i mają różowawą barwę oraz 3–4 mm długości.